# 森泰吉郎
森泰吉郎 （英語：Mori Taikichirō, 1904年3月1日—1993年1月30日）是一位日本企业家，经济学家。

## 生平
1904年出生于东京都芝区 (现港区西新桥)，1928年毕业于东京商科大学（现一桥大学），同年进入关东学院大学任教，1932年进入京都工艺纤维大学任教，1949年进入横滨市立大学任教，1959年从学校退休，同年创建日本地产开发商森大厦并担任董事长。
1993年1月30日因心脏衰竭逝世，享年88岁。

## 财富
《福布斯》杂志将他列为1991年至1992年世界首富。

## 家庭
长子森敬是庆应义塾大学教授，次子森稔继承森大厦，小儿子森章继承森信托，儿媳森洋子是明治大学教授。女婿根岸隆是经济学家，孙女森万里子是当代艺术家，孙女伊达美和子第三代继承森信托。